# Държавен музей на съвременното изкуство
Държавният музей на съвременното изкуство (на гръцки: Κρατικό Μουσείο Σύγχρονης Τέχνης) в столицата на Македония, град Солун, е създаден през 1997 година.. Манастирът е разположен в обновеното крило на Лазаристкия манастир в Ставруполи, западната част на града.
Откриването на музея се провежда по времето, когато градът получава титлата Европейска столица на културата. Но предпоставка за създаването на музея всъщност е придобиването от гръцката държава на голяма част (1275 произведения) от колекцията на Георгиос Костакис „Руски авангард“.
Оттогава музеят непрекъснато се развива и днес е един от най-значимите музеи в областта на изкуството. Произведения от колекциите му се излагат в много страни, в това число Германия, Австрия, Франция, Англия и Испания.
Първият художествен директор на музея е професорът по история на изкуството от Солунския университет „Аристотел“ Милтиадис Папаниколау. От 2006 г. музейната дирекция е ръководена от д-р Мария Цанцаноглу, специалист в научните изследвания на руския авангард.
Музеят организира изложби както на произведения от постоянните си експозиции, така и други периодични изложби за съвременно изкуство. Едновременно с това, музеят организира образователни и изследователски програми, театрални и музикални мероприятия и провежда активна издателска дейност. Музеят развива международно сътрудничество с известни подобни учреждения по света като Тейт Модърн, „Мартин Гропиус“ в Берлин, музеят „Майол“ в Париж, Държавната Третяковска галерия, Държавния научноизследователски музей за архитектура „Шчусев“.
От 8 ноември 2011 г. музеят за първи път организира изложба на колекцията на Костакис в Атина. Държавният музей на съвременното изкуство е организатор на Биенале на съвременното изкуство в Солун.

## Постоянна експозиция
В постоянните изложби са представени художниците:
- Марк Шагал
- Лазар Лисицки
- Василий Кандински
- Густав Клуцис
- Казимир Малевич
- Любов Попова
- Александър Родченко
- Варвара Степанова
- Владимир Татлин
- Иван Клюн
- Надежда Удалцова
- Йоанис Аврамидис и др.

## Галерия
- Казимир Малевич, „Черен правоъгълник“
- Михаил Матюшин, „Музикално-живописно произведение“, 1918
- Любов Попова, „Пространствена силова конструкция“, 1920-21
- Олга Розанова, „Зелената лента“